# Santini’s Netzwerk
Santini’s Netzwerk (Originaltitel: La Rete di Santini) ist ein inszenierter Dokumentarfilm des deutschen Filmemachers Georg Brintrup aus dem Jahr 2014. Der Film erzählt das Leben des römischen Musiksammlers Fortunato Santini (1777–1861) und die Geschichte seiner damals größten privaten Musikaliensammlung der Welt.

## Handlung
Der Film erzählt eine der merkwürdigsten kulturellen Besonderheiten Europas:
Der römische Abbate Fortunato Santini, dargestellt von dem italienischen Schauspieler Renato Scarpa entdeckt schon mit zwanzig eine außergewöhnliche Leidenschaft für sich: das Sammeln von Musikhandschriften. Es wird ihm zur Lebensaufgabe eine Sammlung von Musikalien, von Autographen und Abschriften alter Musik anzulegen, wie es sie bis dahin in Italien und auch anderswo auf der Welt noch nicht gegeben hat. Dieses Ziel kann er nur durch persönliche und internationale Beziehungen erreichen: sein Mittel ist ein ausgefeiltes Netzwerk, das sich über ganz Europa erstreckt. Sein Motto: schenken, handeln, tauschen. - 50 Jahre später ist diese Sammlung mit ihren 20.000 Titeln in 4500 Handschriften und 1200 Drucken zur „vollständigsten Musikbibliothek“ der Welt angewachsen. Viele vergessene Werke der großen Europäischen Musikgeschichte, die womöglich verloren gegangen wären, sind heute nur dank Santini's Sammlertrieb überliefert. Der Film erzählt nicht nur die Entstehungsgeschichte dieser Sammlung, sondern auch ihr Schicksal nach Santinis Tod: wie es kam, dass sie im Jahr 1862 ausgerechnet in Münster in Westfalen „landet“, wie sie dort 40 Jahre lang vergessen wird und dann von dem englischen Musikforscher Edward Dent im Jahre 1902 wiederentdeckt wird. Und wie sie die Brandbombenanschläge im Zweiten Weltkrieg überlebt aber anschließend durch eine Flutkatastrophe zum Teil beschädigt wird.

## Hintergrund
Der Film arbeitet dramaturgisch auf mehreren zeitlichen Ebenen und „wechselt mühelos von inszenierter Vergangenheit in reale Gegenwart und nimmt noch die Zukunft der Forschung ins Visier“ Dabei korrespondieren historische Szenen aus dem Leben Santinis mit Proben und Konzerten des italienischen Ensembles Seicentonovecento sowie der Cappella Musicale di Santa Maria dell’Anima unter Flavio Colusso und der Capella Ludgeriana unter Andreas Bolldendorf im Dom zu Münster.
Der Regisseur Georg Brintrup bewegt sich im Grenzbereich von Inszenierung, Dokumentation und Essay. Dramaturgisch schlägt das Pendel hier in Richtung Dokumentation.

## Filmmusik
Der Soundtrack enthält musikalische Werke aus der Santini-Sammlung, die hier teilweise zum ersten Mal aufgeführt werden:
| Nr. | Autor                     | Titel                                 |
| --- | ------------------------- | ------------------------------------- |
| 1.  | Antonio Lotti             | Crucifixus                            |
| 2.  | Tomás Luis de Victoria    | Salve Regina                          |
| 3.  | Cristóbal de Morales      | Lamentabatur Jacob                    |
| 4.  | Giacomo Carissimi         | Jephte, Plorate filii Israel          |
| 5.  | Antonio Caldara           | Kyrie aus der Missa Dolorosa          |
| 6.  | Francesco Durante         | Lamentationes Jeremiae Prophetae      |
| 7.  | Palestrina                | Kyrie aus der Missa Ut-Re-Mi-Fa-So-La |
| 8.  | Giovanni Battista Martini | Sonata g-moll für Orgel, Sarabanda    |
| 9.  | Palestrina                | Aleph III                             |
| 10. | Carl Heinrich Graun       | Der Tod Jesu                          |
| 11. | Georg Friedrich Händel    | Non esce un guardo mai                |
| 12. | Georg Friedrich Händel    | Resurrezione                          |
| 13. | Alessandro Melani         | Magnificat                            |
| 14. | Johann Sebastian Bach     | Passio secundum Joannem               |
| 15. | Fortunato Santini         | Te Deum a Due Cori                    |
| 16. | Domenico Scarlatti        | Sonatas in f-Moll K. 519              |
| 17. | Francesco Durante         | Requiem Lacrimosa                     |
| 18. | Alessandro Scarlatti      | Agar et Ismaele esiliati, grave       |
| 19. | Domenico Scarlatti        | sonata in f minor L.281 K.239         |
| 20. | Georg Friedrich Händel    | Israel in Egypt / a thick darkness    |
| 21. | Fortunato Santini         | Sancte Paule Apostole                 |

Weiter wurden für den Film einige Musikstücke von Flavio Colusso komponiert.

## Verbreitung
Der Film wurde am 1. April 2014 im Auditorium der römischen Santa Maria dell’Anima und am 9. April 2014 im Schloßtheater in Münster uraufgeführt. Anschließend wurde er im WDR am 28. April 2014 gesendet. Im Rahmen der Jahrestagung der AIBM in Münster wurde der Film am 7. September 2017 erneut im Schloßtheater in Münster unter Anwesenheit des Regisseurs aufgeführt.